# Pete Duel

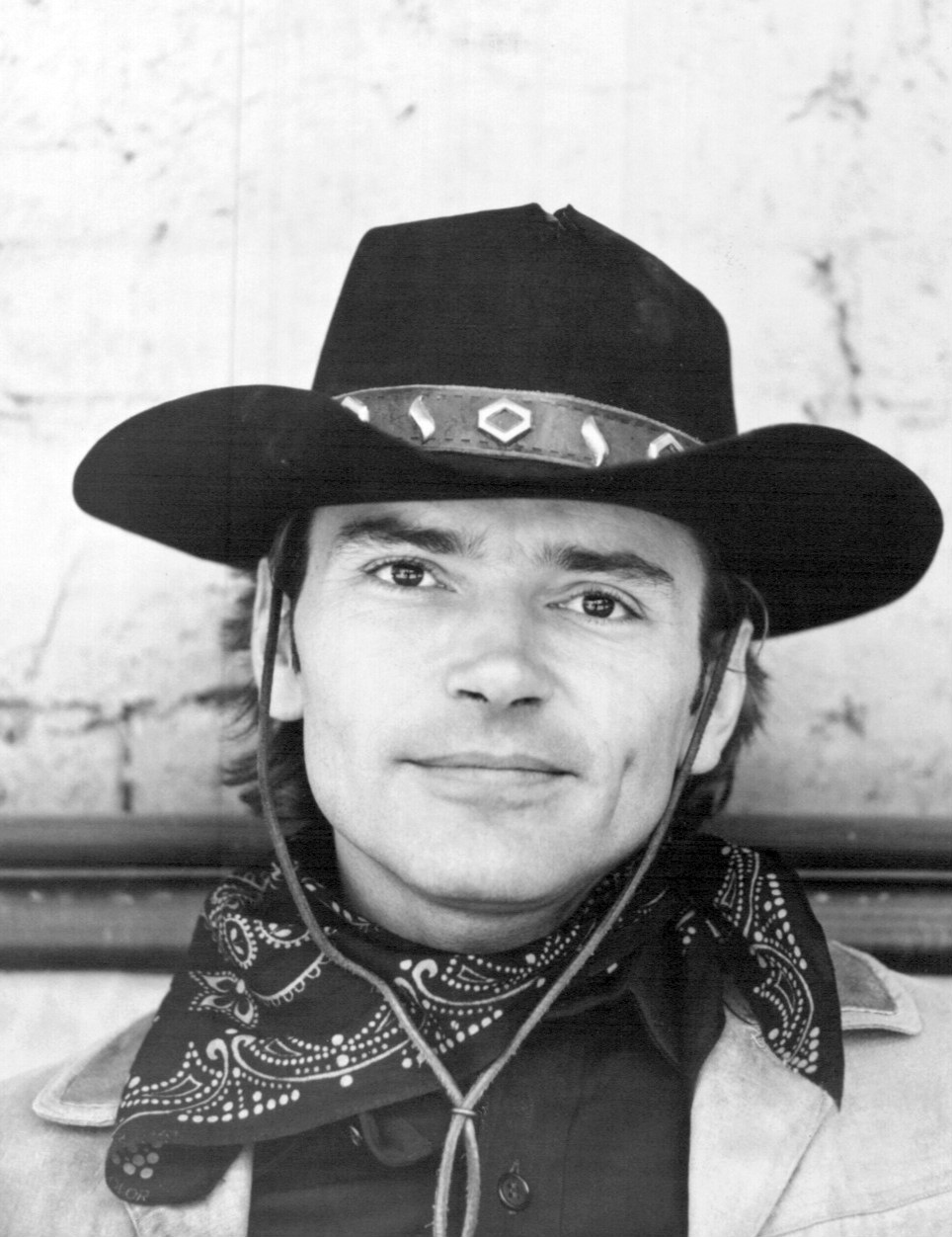
Pete Duel

Pete Duel (* 24. Februar 1940 in Rochester, New York als Peter Ellstrom Deuel; † 31. Dezember 1971 in Hollywood, Los Angeles, Kalifornien) war ein US-amerikanischer Schauspieler. Seine Karriere umfasste über 20 Rollen in Produktionen für Film und Fernsehen. Er spielte unter anderem in Kinofilmen wie Die mit den Wölfen heulen, Generation oder Kanonen für Cordoba. Bekannt wurde er jedoch mehr durch Fernsehserien der 1960er und 1970er Jahre wie Gidget, Teils heiter, teils wolkig oder der Serie Alias Smith und Jones, wo er die Rolle des Hannibal Heyes (alias Joshua Smith) verkörperte.

## Leben und Karriere
Pete Duel, geboren 1940 in Rochester im Bundesstaat New York, als Sohn eines Arztes, nahm von 1957 bis 1961 Unterricht an der American Academy of Dramatic Arts in New York. Im Jahr 1963 zog Duel nach West Hollywood, um dort im Filmbusiness zu arbeiten. Zu Beginn hatte er kleine Auftritte in Episoden verschiedener TV-Serien, bevor er 1965 neben der Schauspielerin Sally Field in der Komödienserie Gidget in 23 Folgen die Rolle des John Cooper verkörperte. Von 1966 bis 1967 spielte er dann die männliche Hauptrolle in 30 Folgen der US-Serie Teils heiter, teils wolkig. Im Juli 1967 unterzeichnete Pete Duel einen Sieben-Jahres-Vertrag mit den Universal Studios. Bis in die frühen 1970er Jahre spielte er regelmäßig Gastrollen in namhaften Serien, unter anderem in FBI, Der Chef, Die Leute von der Shiloh Ranch, Dr. med. Marcus Welby, Nachdenkliche Geschichten oder Die jungen Anwälte. 1971 stand er für die von Glen A. Larson produzierte Western-Serie Alias Smith und Jones für 33 Episoden vor der Kamera.
Seine wenigen Kinoauftritte hatte er unter anderem 1966 in dem Kriegsdrama W.I.A. Wounded in Action als Pvt. Myers, 1968 neben Rod Taylor, Claudia Cardinale und Harry Guardino in Joseph Sargents Leinwanddrama Die mit den Wölfen heulen, 1969 als Walter Owen in der Komödie Generation an der Seite von David Janssen oder 1970 als Gitarre spielender Revolvermann Andy Rice in dem George-Peppard-Western Kanonen für Cordoba unter der Regie von Paul Wendkos.
Am 31. Dezember 1971 verstarb Duel nach zunehmendem Alkoholkonsum und Depressionen im Alter von nur 31 Jahren durch eine selbstzugefügte Schusswunde.
Pete Duel war der Bruder des Schauspielers Geoffrey Deuel und der Sängerin Pamela Deuel.

## Filmografie (Auswahl)

### Kino
- 1966: W.I.A. Wounded in Action
- 1968: Die mit den Wölfen heulen (The Hell with Heroes)
- 1969: Generation
- 1970: Kanonen für Cordoba (Cannon for Cordoba)

### Fernsehen
- 1963: Channing (Fernsehserie, 1 Episode)
- 1964: Combat! (Fernsehserie, 1 Episode)
- 1964: Gomer Pyle: USMC (Fernsehserie, 1 Episode)
- 1964: Mickey (Fernsehserie, 1 Episode)
- 1964–1965: 12 O’Clock High (Fernsehserie, 2 Episoden)
- 1965: Diamond Jim: Skulduggery in Samantha (Fernsehfilm)
- 1965: Auf der Flucht (Fernsehserie, 1 Episode)
- 1965–1966: Gidget (Fernsehserie, 23 Episoden)
- 1965–1967: FBI (Fernsehserie, 2 Episoden)
- 1966–1967: Teils heiter, teils wolkig (Fernsehserie, 30 Episoden)
- 1968: Der Chef (Fernsehserie, 1 Episode)
- 1968–1969: Die Leute von der Shiloh Ranch (Fernsehserie, 2 Episoden)
- 1968–1971: The Name of the Game (Fernsehserie, 2 Episoden)
- 1969–1971: Dr. med. Marcus Welby (Fernsehserie, 2 Episoden)
- 1970: The Young Country (Fernsehfilm)
- 1970: Nachdenkliche Geschichten (Fernsehserie, 1 Episode)
- 1970: Matt Lincoln (Fernsehserie, 1 Episode)
- 1970: The Interns (Fernsehserie, 1 Episode)
- 1970: Die jungen Anwälte (Fernsehserie, 1 Episode)
- 1970: The Bold Ones: The Lawyers (Fernsehserie, 1 Episode)
- 1970–1971: The Psychiatrist (Fernsehserie, 2 Episoden)
- 1971: How to Steal an Airplane (Fernsehfilm)
- 1971–1972: Alias Smith und Jones (Fernsehserie, 33 Episoden)
- 1972: The Scarecrow (Fernsehfilm)